# Kang Min-hyuk
Kang Min-hyuk (em coreano: 강민혁, 28 de junho de 1991) é um baterista, ator e cantor sul-coreano. Seu nome também pode ser escrito como MinHyuk, Min Hyuk, Minhyuk ou Min-Hyuk. Ele é o baterista da banda CNBLUE.

## Filmografia

### Série de televisão
| Ano  | Título                  | Papel           |
| ---- | ----------------------- | --------------- |
| 2010 | It's Okay, Daddy's Girl | Hwang Yeon Doo  |
| 2011 | Heartstrings            | Yeo Joon Hee    |
| 2012 | My Husband Got a Family | Cha Se Kwang    |
| 2013 | The Heirs               | Yoon Chan Young |
| 2013 | The Miracle             | Yoon Chan Young |
| 2016 | The Entertainer         | Jo Ha-Neul      |
| 2017 | Hospital Ship           | Kwak Hyun       |

### Filme
| Ano  | Título                   | Papel       |
| ---- | ------------------------ | ----------- |
| 2010 | Acoustic (Bakery Attack) | Kim Hae Won |

### Videoclipes
| Ano  | Título       | Álbum                                     |
| ---- | ------------ | ----------------------------------------- |
| 2012 | "Magic Girl" | "The First Mini Album" por Orange Caramel |
| 2012 | "Illa Illa"  | "My First June" por Juniel                |

## Discografia
Artigo Principal: Discografia do CNBLUE